# San Antonio Huista
San Antonio Huista (San Antonio: en honor a su santo patrono Antonio de Padua; Huista: del náhuatl, significa «lugar donde abundan espinas») es un municipio del departamento de Huehuetenango, en la República de Guatemala; está localizado al noroccidente del país, a 361.5 kilómetros de la Ciudad de Guatemala.  Está situado en la región lingüística jakalteca, y está compuesto por población que depende principalmente de la agricultura. Algunas investigaciones sugieren que en la zona en donde se encuentra este pueblo es en donde se desarrolló originariamente el maíz a partir de la planta de «teocinte», una planta silvestre que todavía se encuentra en los cerros cercanos a este municipio.
Durante la época colonial fue primero una encomienda y luego una doctrina que pasó de los frailes dominicos a los frailes mercedarios; en 1754 pasó a ser parte de la parroquia que estableció el clero secular en Jacaltenango, cuando los mercedarios y el resto de órdenes regulares tuvieron que entregar sus reducciones a dicho clero secular.
Luego de la Independencia de Centroamérica en 1825, la Asamblea del Estado de Guatemala dividió los territorios del país y asignó a San Antonio Huista al departamento de Totonicapán/Huehuetenango; ahora bien, a partir del 3 de abril de 1838 San Antonio fue parte de la región que los criollos liberales establecieron como el Estado de Los Altos, hasta que este fue reintegrado a la fuerza por el general conservador mestizo Rafael Carrera en 1840.
Su frontera con México fue establecida en 1896, tras el Tratado Herrera-Mariscal que suscribiera el presidente Justo Rufino Barrios en 1882 con el gobierno de México, y por medio del cual el gobierno guatemalteco renunció definitivamente a sus reclamos sobre el territorio de Soconusco y Guatemala perdió cerca de 10,300 km, catorce pueblos, diecinueve aldeas y cincuenta y cuatro rancherías, mientras que México perdió solamente un pueblo y veintiocho rancherías.  Fue tan nefasto el convenio para Guatemala, que el informe del director de la Comisión de Límites, el ingeniero Claudio Urrutia, fue confiscado por el gobierno del presidente Manuel Estrada Cabrera cuando se hizo público en 1900, y luego por el gobierno del licenciado Julio César Méndez Montenegro cuando se reimprimió en 1968.
Desde 1970 es parte de la región conocida como Franja Transversal del Norte.

## Toponimia

### Nombre en castellano
Muchos de los nombres de los municipios y poblados de Guatemala constan de dos partes: el nombre del santo católico que se venera el día en que fueron fundados y una descripción con raíz náhuatl; esto se debe a que las tropas que invadieron la región en la década de 1520 al mando de Pedro de Alvarado estaban compuestas por soldados españoles y por indígenas tlaxcaltecas y cholultecas. El topónimo «San Antonio Huista» proviene entonces de «San Antonio de Padua» y de la voz náhuatl «Huitztlán», la cual a su vez se origina de los términos «Huíztli» (español: «espina») y «tlan» (español: «abundancia»), por lo que quiere decir «Lugar de donde abundan espinas» o «Paraje espinoso».

### Nombre en jacalteco o popti'
El origen en idioma jacalteco o popti' del topónimo «Huista», provendría de «wixtaj» que significa «hermano», por lo que significaría «pueblo hermano de Jacaltenango».[cita requerida]

## División política
El Municipio se comprende en un pueblo —dividido en seis cantones—, cinco aldeas, y catorce caseríos; las cinco aldeas son: San José El Tablón, Nojoyá, El Pajal, El Coyegual y Rancho Viejo.  

## Geografía física
Según el Banco de Marca de la Dirección General de Caminos, San Antonio Huista está geográficamente situado a los 15°, 39' y 0" de latitud norte; y a los 91°46'15" de la longitud oeste. Su altura media es de 1260 metros sobre el nivel del mar y tiene una población de 19.311 habitantes en 2022.

## Gobierno municipal
Los municipios se encuentran regulados en diversas leyes de la República, que establecen su forma de organización, lo relativo a la conformación de sus órganos administrativos y los tributos destinados para los mismos.  Aunque se trata de entidades autónomas, se encuentran sujetos a la legislación nacional y las principales leyes que los rigen desde 1985 son:
| N.º | Ley                                                | Descripción |
| --- | -------------------------------------------------- | --- |
| 1   | Constitución Política de la República de Guatemala | Tiene una regulación legal específica para los municipios en los artículos 253 al 262. |
| 2   | Ley Electoral y de Partidos Políticos              | Ley de carácter constitucional aplicable a los municipios en el tema de la conformación de sus autoridades electas. |
| 3   | Código Municipal                                   | Decreto 12-2002 del Congreso de la República de Guatemala. Tiene la categoría de ley ordinaria y contiene preceptos generales aplicables a todos los municipios, e inclusive contiene legislación referente a la creación de los municipios.             |
| 4   | Ley de Servicio Municipal                          | Decreto 1-87 del Congreso de la República de Guatemala. Regula las relaciones entra la municipalidad y los servidores públicos en materia laboral. Tiene su base constitucional en el artículo 262 de la constitución que ordena la emisión de la misma. |
| 5   | Ley General de Descentralización                   | Decreto 14-2002 del Congreso de la República de Guatemala. Regula el deber constitucional del Estado, y por ende del municipio, de promover y aplicar la descentralización y desconcentración económica y administrativa.                                |

El gobierno de los municipios está a cargo de un Concejo Municipal mientras que el código municipal —ley ordinaria que contiene disposiciones que se aplican a todos los municipios— establece que «el concejo municipal es el órgano colegiado superior de deliberación y de decisión de los asuntos municipales […] y tiene su sede en la circunscripción de la cabecera municipal»; el artículo 33 del mencionado código establece que «[le] corresponde con exclusividad al concejo municipal el ejercicio del gobierno del municipio».
El concejo municipal se integra con el alcalde, los síndicos y concejales, electos directamente por sufragio universal y secreto para un período de cuatro años, pudiendo ser reelectos.
Existen también las Alcaldías Auxiliares, los Comités Comunitarios de Desarrollo (COCODE), el Comité Municipal del Desarrollo (COMUDE), las asociaciones culturales y las comisiones de trabajo. Los alcaldes auxiliares son elegidos por las comunidades de acuerdo a sus principios y tradiciones, y se reúnen con el alcalde municipal el primer domingo de cada mes, mientras que los Comités Comunitarios de Desarrollo y el Comité Municipal de Desarrollo organizan y facilitan la participación de las comunidades priorizando necesidades y problemas.
Los alcaldes que ha habido en el municipio son:
- 2012-2016: Manglio Camposeco Castillo[10]

## Historia
No existe una fecha oficial que establezca el momento de la fundación del poblado que dio origen a este municipio, aunque hay vestigios de poblaciones indígenas en los alrededores lo que permite suponer que existía un poblado prehispánica. Desde los primeros años de colonización era ya conocido, como un núcleo de población con el nombre de Iwil'Áh; según la monografía de Huehuetenango de Adrián Recinos, originalmente aparecía la población registrada como «San Pedro Nolasco».

### Época colonial
Las primeras referencias históricas relativas a San Antonio Huista, datan de 1528. San Antonio y Santa Ana Vystlán, en 1528 y 1529, fueron concedidos como encomienda a un señor llamado Francisco López; constaban de cuarenta y cinco tributarios y la obligación la constituía «el tributo anual de cuatro fánegas de frijol, cien petates pequeños, dos arrobas de miel, cuatro cargas de chile, cuatro docenas de gallinas y cuatro indios de servicio o en su lugar ochenta mantas».
En la crónica del Padre Antonio de Remesal, se menciona a Santa Ana y San Antonio Huista, entre los pueblos que se formaron por esa época. Pocos años después, entre 1555 y 1567, los misioneros de la orden de Nuestra Señora de la Merced, sustituyeron a los dominicos en la atención de los pueblos de la región. Hacia el año de 1600, los Huista —Santa Ana y San Antonio— eran pueblos de visita que dependían del convento de Jacaltenango.
Entre los años 1768 y 1770, el arzobispo Pedro Cortés y Larraz, visitó la región y en la crónica de su visita anotó que Santa Ana Huista era un pueblo anexo a la parroquia de Nuestra Señora de la Purificación de Jacaltenango y que tenía 342 habitantes.

### Tras la Independencia de Centroamérica
En el año de 1825 el gobierno del Estado de Guatemala dividió el territorio en siete departamentos, siendo uno de ellos Totonicapán-Huehuetenango, el cual tenía siete municipios, entre ellos Jacaltenango; la constitución de 1825 también dividió el territorio en diez distritos con varios circuitos cada uno para la impartición de justicia y Jacaltenango fue sede del circuito del mismo nombre en el distrito N.º 9 (Totonicapán) al que pertenecían también Santa Ana Huista, San Antonio Huista, San Andrés, San Marcos, Concepción, Nentón, Petatán, Acatán, San Juan Ixcoy, San Sebastián Coatán, Santa Eulalia, Istatán, Ishcán, Ixcacao, Sajnabac, Paduano, Cajtavi, Lo de Alvarado, Tierra Negra y Montenegro, esta última ahora parte de México.

### El efímero Estado de Los Altos

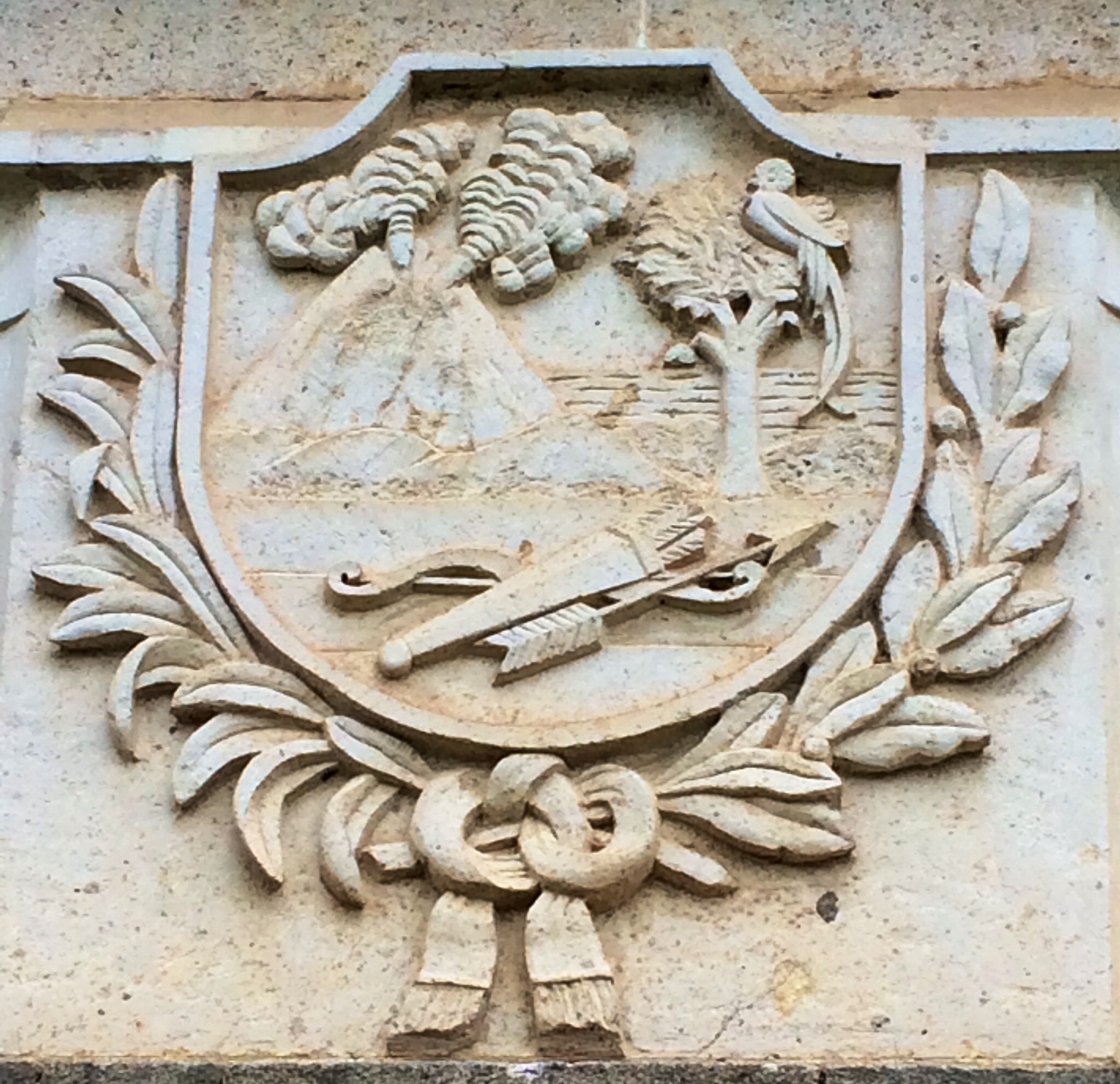
Escudo del Estado de los Altos

A partir del 3 de abril de 1838 San Antonio fue parte de la región que formó el efímero Estado de Los Altos y que forzó a que el Estado de Guatemala se reorganizara en siete departamentos y dos distritos independientes el 12 de septiembre de 1839:
- Departamentos: Chimaltenango, Chiquimula, Escuintla, Guatemala, Mita, Sacatepéquez, y Verapaz
- Distritos: Izabal y Petén[13]

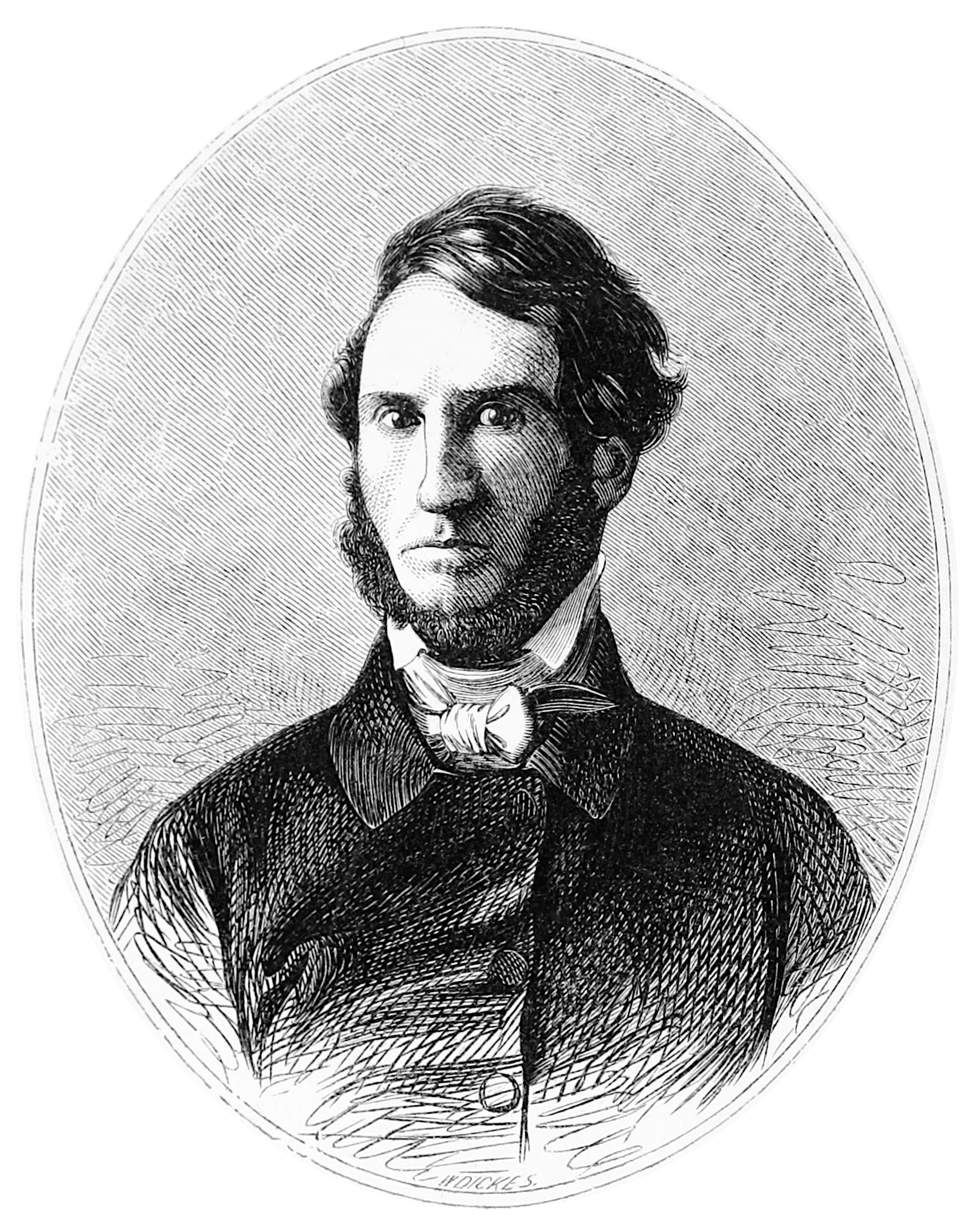
John Lloyd Stephens, diplomático y explorador estadounidense que visitó a Guatemala entre 1839 y 1842 por comisión del presidente de los Estados Unidos, Martin Van Buren.

La región occidental de la actual Guatemala había mostrado intenciones de obtener mayor autonomía con respecto a las autoridades de la ciudad de Guatemala desde la época colonial, pues los criollos de la localidad consideraban que los criollos capitalinos que tenían el monopolio comercial con España no les daban un trato justo.  Pero este intento de secesión fue aplastado por el general Rafael Carrera, quien reintegró al Estado de Los Altos al Estado de Guatemala en 1840.
Por esos tiempos, y desde la época colonial, San Antonio era paso obligado para los viajes que iban hacia el territorio mexicano por la Sierra de los Cuchumatanes, como lo menciona el arqueólogo y diplomático inglés John Lloyd Stephens en su libro Incidentes de viaje en América Central, Chiapas y Yucatán; Stephens viajaba junto con el arquitecto y dibujante Frederick Catherwood cuando pasó por el poblado en 1839, cuando la situación entre Los Altos y Guatemala estaba en su punto álgido. He aquí como describieron lo que vieron en San Antonio: «Nubes de enormes moscas, quizá espantadas por la fogata y volando en grupos alrededor del área del calor, cayeron sobre las mulas.  Con cada piquete succionaban sangre y se quedaban prendidas del cuello de los atormentados animales hasta que las sacudíamos a palos.  Durante una hora estuvimos batallando, pero no logramos que les dejaran libres ni el cuello ni la cabeza.  Las pobres bestias estaban aterradas, a pesar de nuestros esfuerzos, sus cuellos, la parte interior de sus patas, bocas, narices y orejas, e incluso partes nobles, estaban manando sangre. Apresurando el paso, entre horas vimos la iglesia de San Antonio Huista, y en unos cuantos minutos entramos al poblado, hermosamente situado en una meseta que se projectaba de la ladera de una montaña, con vista hacia una enorme apertura, con una vista magnífica para donde se quisiera ver. A este punto estábamos libres de los temores de la guerra. [...]  Tomamos posesión de San Antonio, y nos dividimos entre el cabildo y el convento y mandamos a llamar al alcalde (pues aún en esta remota ubicación el nombre de Carrera era omnipotente). El alcalde y su alguacil buscaron en todo el pueblo, y en un rato, en lugar del clásico "no hay", nos hicieron tantos regalos, que aquello parecía un paraíso turco. Veinte o treinta mujeres estuvieron al la vez en el convento con canatos de maíz, tortillas, dulces, plátanos, jocotes, zapotes y muchos otras frutas [...].»

### Comisión de Límites con México

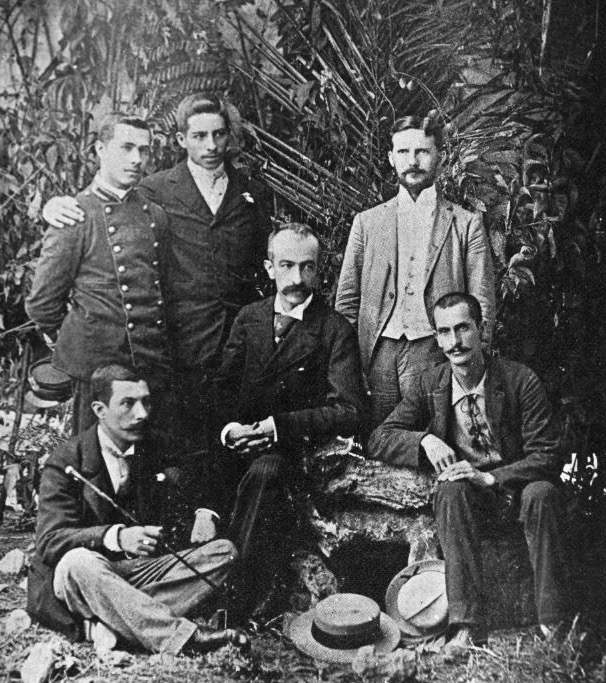
Comisión de ingenieros de Guatemala en el proyecto de la delimitación de límites con México.

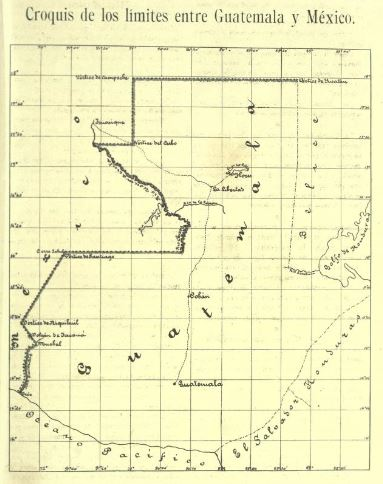
Croquis de los límites de Guatemala y México luego de que la comisión de límites concluyera los trabajos topográficos en 1896.

Los límites entre Guatemala y México se colocaron luego de una ardua labor que llevó varias décadas; todo se inició cuando en virtud del convenio celebrado en la capital de México el 7 de diciembre de 1877 por los representantes de ambos países, fueron nombradas dos comisiones de ingenieros, una por cada nación para que reconocieran la frontera y levantaran un plano que sirviera para las negociaciones entre los dos países; aunque sólo se hizo un mapa de la frontera comprendida entre las faldas del volcán Tacaná y el océano Pacífico, se celebró la reunión del presidente Justo Rufino Barrios y Matías Romero, representante mexicano, en Nueva York el 12 de agosto de 1882, en la que se sentaron las bases para un convenio sobre límites, en las cuales hizo constar que Guatemala prescindía de los derechos que le asistieran sobre Chiapas y Soconusco y se fijaron los límites definitivos.  En noviembre de 1883, se dio principio al trazado de la frontera y al levantamiento del plano topográfico de sus inmediaciones, siendo jefe de la comisión guatemalteca el astrónomo Miles Rock, y sus colaboradores Edwin Rockstroh, Felipe Rodríguez, Manuel Barrera y Claudio Urrutia. En el primer año de trabajo se llegó únicamente al cerro Ixbul, y en el siguiente se buscó llegar al Río Usumacinta o al Río Chixoy, pero fue en extremo difícil debido a que no había caminos en el área.  
En su informe al Gobierno de la República de Guatemala en 1900, el ingeniero Claudio Urrutia indicó que: «[...] el tratado fue fatal para Guatemala. En todo con lo que la cuestión de límites se relacionó durante aquella época, existe algo oculto que nadie ha podido descubrir, y que obligó a las personas que tomaron parte en ello por Guatemala a proceder festinadamente o como si obligados por una presión poderosa, trataron los asuntos con ideas ajenas o de una manera inconsciente». Y luego continúa: «Guatemala perdió por una parte cerca de 15.000 km y ganó por otra, cosa de 5,140 km. Resultado: Una pérdida de 10,300 km. Guatemala perdió catorce pueblos, diecinueve aldeas y cincuenta y cuatro rancherías, con más de 15,000 guatemaltecos, mientras que México perdió un pueblo y veintiocho rancherías con 2500 habitantes: júzguese la equidad en las compensaciones».
Todos los ejemplares de la Memoria sobre la Cuestión de Límites fueron recogidos por órdenes del presidente Manuel Estrada Cabrera poco después de haberse repartido; y de acuerdo a la historiadora Solís Castañeda, lo mismo ocurrió con la segunda edición -1964- y con el libro Grandezas y Miserias de la Vida Diplomática, los cuales fueron decomisado en 1968 por instrucciones del Ministerio de Relaciones Exteriores del gobierno del licenciado Julio César Méndez Montenegro.

### Siglo XX
Durante la primera mitad del siglo XX en las lajas y hendeduras de las piedras de Fierruchén se encontraron diferentes vestigios con algunos jeroglíficos, a partir de 1954 se perdió sin que se sepa que pasó con ellos, pueden haber sido traficados ilegalmente a otros países o aún siguen en poder de quienes las encontraron.
En 1925 el antropólogo Oliver La Farge visitó el pueblo para observar las Ruinas de Pueblo Viejo, durante su estancia elaboró un detallado croquis que representaba el plano de las supuestas edificaciones que existieron.
La década de 1960, mientras fungía como alcalde Óscar Gonzalo Martínez, los Padres de Maryknoll entregaran a la municipalidad el Colegio Católico, que a la postre se llamó Escuela Nacional Urbana de Educación Primaria «Miguel Angel Gordillo Guillén», primera escuela formal del municipio de San Antonio Huista.

### Franja Transversal del Norte
| «Se declara de interés público y de urgencia nacional, el establecimiento de Zonas de Desarrollo Agrario en el área comprendida, dentro de los municipios: Santa Ana Huista, San Antonio Huista, Nentón, Jacaltenango, San Mateo Ixtatán, y Santa Cruz Barillas en Huehuetenango; Chajul y San Miguel Uspantán en El Quiché; Cobán, Chisec, San Pedro Carchá, Lanquín, Senahú, Cahabón y Chahal, en Alta Verapaz y la totalidad del departamento de Izabal.» —Decreto 60-70, artículo 1o. |

Tras la contrarrevolución de 1954, el gobierno guatemalteco creó el Consejo de Planificación Económica (CNPE) y empezó a utilizar estrategias de libre mercado, asesorado por el Banco Mundial y la Administración de Cooperación Internacional (ICA) del gobierno de los Estados Unidos.  El CNPE y la ICA creó la Dirección General de Asuntos Agrarios (DGAA) la cual se encargó de desmantelar y anular los efectos del Decreto 900 de Reforma Agragia del gobierno de Jacobo Árbenz Guzmán.  La DGAA se encargó de la faja geográfica que colindaba con el límite departamental de Petén y las fronteras de Belice, Honduras y México, y que con el tiempo se llamaría Franja Transversal del Norte (FTN).
El primer proyecto colonizador en la FTN fue el de Sebol-Chinajá, en Alta Verapaz. Sebol, en ese entonces, era considerado como un punto estratégico y vía fluvial a través del río Cancuén, que comunicaba con Petén hasta el río Usumacinta en la frontera con México y la única carretera que existía era la de terracería que construyó el presidente Lázaro Chacón en 1928.  En 1958, durante el gobierno del general Miguel Ydígoras Fuentes el Banco Interamericano de Desarrollo (BID) financió proyectos de infraestructura en Sebol.  En 1960, el entonces capitán del Ejército de Guatemala Fernando Romeo Lucas García heredó las fincas Saquixquib y Punta de Boloncó al nororiente de Sebol, Alta Verapaz, con una extensión de 15 caballerías cada una.  En 1963 compró la finca «San Fernando» El Palmar de Sejux con una extensión de 8 caballerías, y finalmente compró la finca «Sepur», cercana a «San Fernando», con una extensión de 18 caballerías.  Durante estos años fue diputado en el congreso de Guatemala y cabildeó para impulsar la inversión en esa zona del país.
En esos años, la importancia de la región estaba en la ganadería, la explotación de madera preciosas para exportación y la riqueza arqueológica.  Contratos madereros se dieron a empresas trasnacionales, como la Murphy Pacific Corporation de California, que invirtió 30 millones de dólares para la colonización del sur de Petén y Alta Verapaz, y formó la Compañía Impulsadora del Norte, S.A.  La colonización del área se hizo por medio de un proceso por el que se otorgaban tierras en zonas inhóspitas de la FTN a campesinos.
En 1962, la DGAA se convirtió en el Instituto Nacional de Transformación Agraria (INTA), por el decreto 1551 que creó la ley de Transformación Agraria.  En 1964, el INTA definió la geografía de la FTN como la parte norte de los departamentos de Huehuetenango, Quiché, Alta Verapaz e Izabal y ese mismo año sacerdotes de la orden Maryknoll y de la Orden del Sagrado Corazón iniciaron el primer proceso de colonización, junto con el INTA, llevando a pobladores de Huehuetenango al sector de Ixcán en Quiché.
La Franja Transversal del Norte fue creada oficialmente durante el gobierno del general Carlos Arana Osorio en 1970, mediante el Decreto 60-70 en el Congreso de la República, para el establecimiento de desarrollo agrario.
En la década de 1970 fue construido el mercado «José Dionisio Herrera».

## Costumbres y tradiciones
La fiesta titular de San Antonio Huista es la de Virgen de Guadalupe, que se celebra entre el 9 y el 12 de diciembre. La fiesta patronal es la de San Antonio de Padua que se celebra del 11 al 13 de junio.

## Turismo
Los lugares turísticos de San Antonio son: 
- Los Cimientos, un sitio arqueológico situado al suroccidente de la cabecera municipal, cerca de la aldea de Nojoyá; estas edificaciones prehispánicas menores se llaman «Pueblo Viejo» y «Plan de los cimientos» antiguas construcciones de origen desconocido y de muy difícil acceso, lo que probablemente las hacía puntos estratégicos para sus antiguos constructores.[cita requerida]
- Cascada de Yalankú.
- La ermita de la Virgen de Guadalupe, al norte del pueblo, sobre el cerro de Hipan'a. Es una montaña en donde el 19 de septiembre de 1948 apareció una imagen de la Virgen de Guadalupe. Muy visitada por mexicanos, en los primeros días de diciembre de cada año.[b]